# Freedom in the Galaxy
Freedom in the Galaxy est un jeu de stratégie édité par SPI puis repris plus tard par Avalon Hill game company. Fortement inspiré par Star Wars, il simule un affrontement entre un empire galactique oppressif et une rébellion qui tente de le renverser.

## Aspects du jeu

### Matériel
- 1 plan de jeu représentant la galaxie elle-même divisée en secteurs, eux-mêmes divisés en groupes de planètes.
- Des pions représentant les personnages impériaux et rebelles, les armes et équipements des personnages, les unités militaires des deux camps et les marqueurs de loyauté des planètes.

### But du jeu
Le camp qui contrôle le plus de planètes est vainqueur.

### Déroulement
Il y a 3 types de partie : 
- partie planète : les deux camps s'affrontent au niveau d'un système stellaire comprenant trois planètes (deux scénarios proposés : un de type "start rébellion", un de type "Armageddon")
- partie province : les deux camps s'affrontent à l'échelle d'un ensemble de systèmes stellaires, appelé province (deux scénarios proposés : un de type "start rébellion", un de type "Armageddon")
- partie galactique  : toute la galaxie est impliquée dans le conflit. Le temps de jeu est très long - 20 h au bas mot. Il n'est proposé qu'un seul scénario, de type "Start Rébellion"

Une fois le type de partie choisie, le jeu commence. Le joueur rebelle tente de pousser les planètes à la révolte contre l'empire en faisant bouger le curseur de loyauté de Loyal à Insurrection. Il y a au total cinq niveaux de loyauté politique. Les différents facteurs qui font bouger le curseur dans un sens ou dans l'autre sont :
- missions diplomatiques réussie par l'un ou l'autre camp
- Les effets de domino : toute évolution importante de loyauté d'une planète influence la loyauté des autres planètes géographiquement proches ou peuplées par la même race
- atrocité commise par l'empire
- taxation des planètes par le joueur impérial.

#### Missions
Dès qu'il est dans l'un des environnements qui forment ensemble une planète, un personnage rebelle  ou impérial peut accomplir une mission parmi toutes celles proposées par le jeu. Les camps rebelles peuvent également accomplir des missions mais seulement certaines. Les missions possibles sont les suivantes :
- installation d'un camp rebelle (rébellion seulement)
- interrogatoire (empire seulement)
- délivrance d'un prisonnier (rébellion)
- assassinat
- recrutement d'un personnage
- acquisition d'un équipement ou d'un vaisseau
- ralliement d'un souverain
- sabotage
- diplomatie : fait évoluer le niveau de loyauté d'une planète vers loyal ou vers soulèvement.

Les camps rebelles sont très utiles : ils permettent au joueur rebelle d'accomplir davantage de missions, tout en étant moins vulnérables en cas d'affrontement que les personnages rebelles.

### Unités du jeu
Tant dans l'empire que chez les rebelles, il y a deux types d'unités : les unités militaires et les personnages. Le joueur rebelle a beaucoup plus de personnages disponibles que le joueur impérial. À l'opposé, ce dernier est beaucoup plus fort militairement au moins jusqu'au milieu du jeu. Au départ, le joueur rebelle a peu de personnages et aucune unité militaire.

### Personnages

#### Rébellion
- Rayner Derban
- Zina Adora
- Boccanegra
- Bridne Murcada
- Vudot Vodot
- Docteur Sontag
- Yaro Latac
- Ly Mantoc
- Adam Starlight
- Oneste Woada
- Frun Sentel
- Sidir Ganang

#### Empire
- Empereur Coreguya
- Thysa Kymbo : fille de l'empereur
- Vans-Ka-Ty-A : chevalier impérial idéaliste et déçu par l'évolution de l'empire
- Redjac : chevalier impérial combattant et stratège redoutable
- Jon Kidu : chef de la police et redoutable amiral de l'empire.